# Hechtia caudata
Hechtia caudata är en gräsväxtart som beskrevs av Lyman Bradford Smith. Hechtia caudata ingår i släktet Hechtia och familjen Bromeliaceae. Inga underarter finns listade i Catalogue of Life.

## Bildgalleri

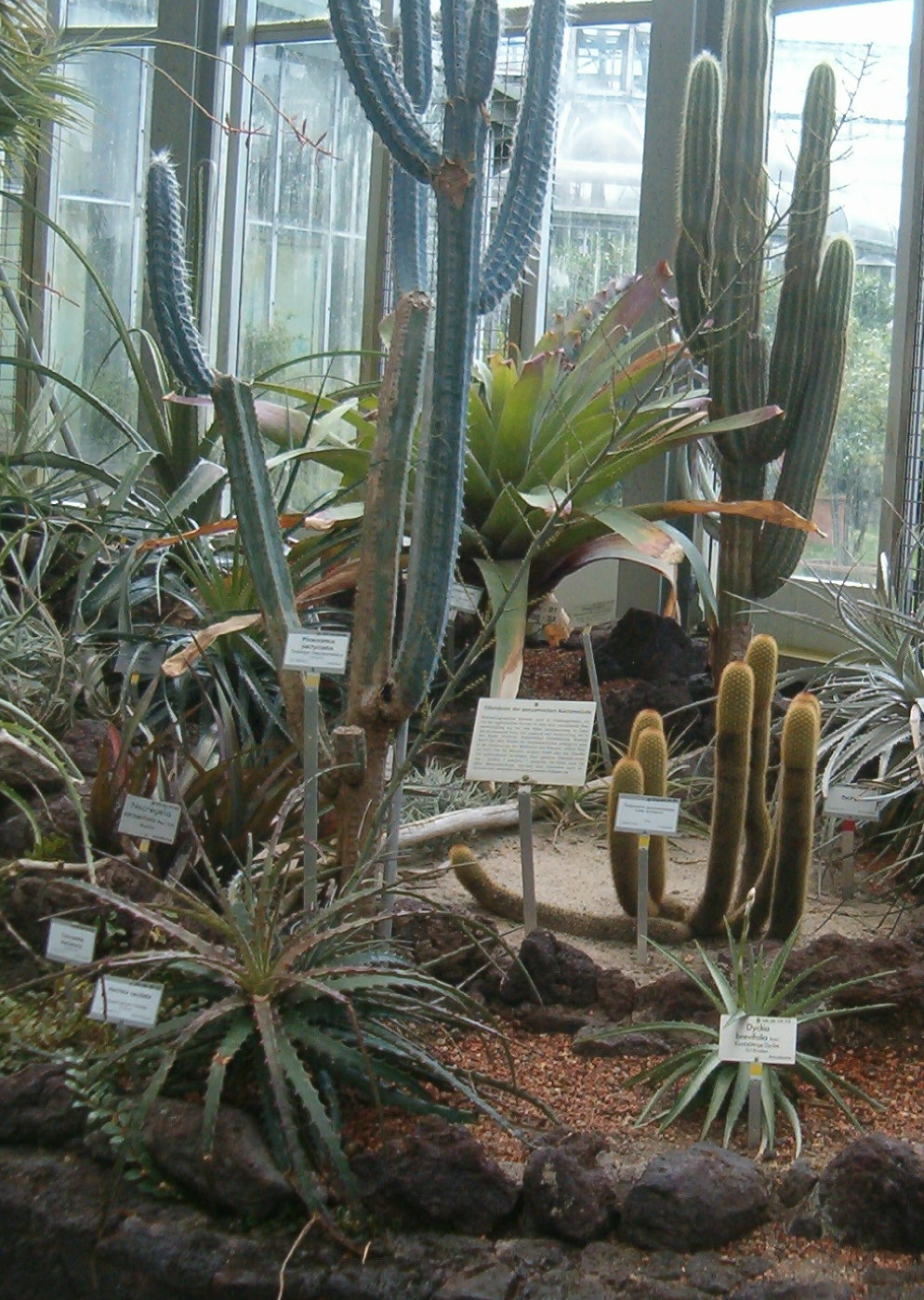
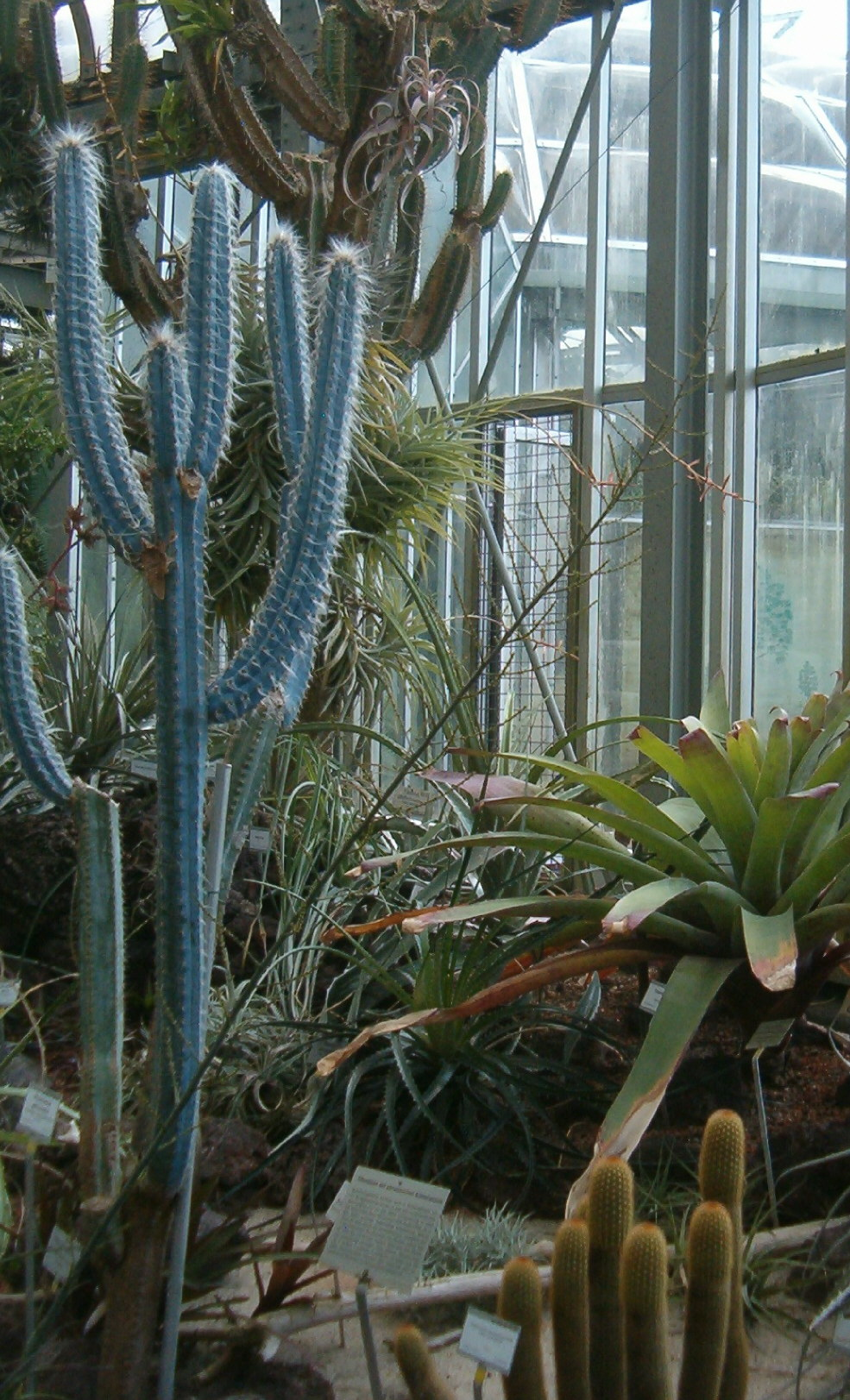
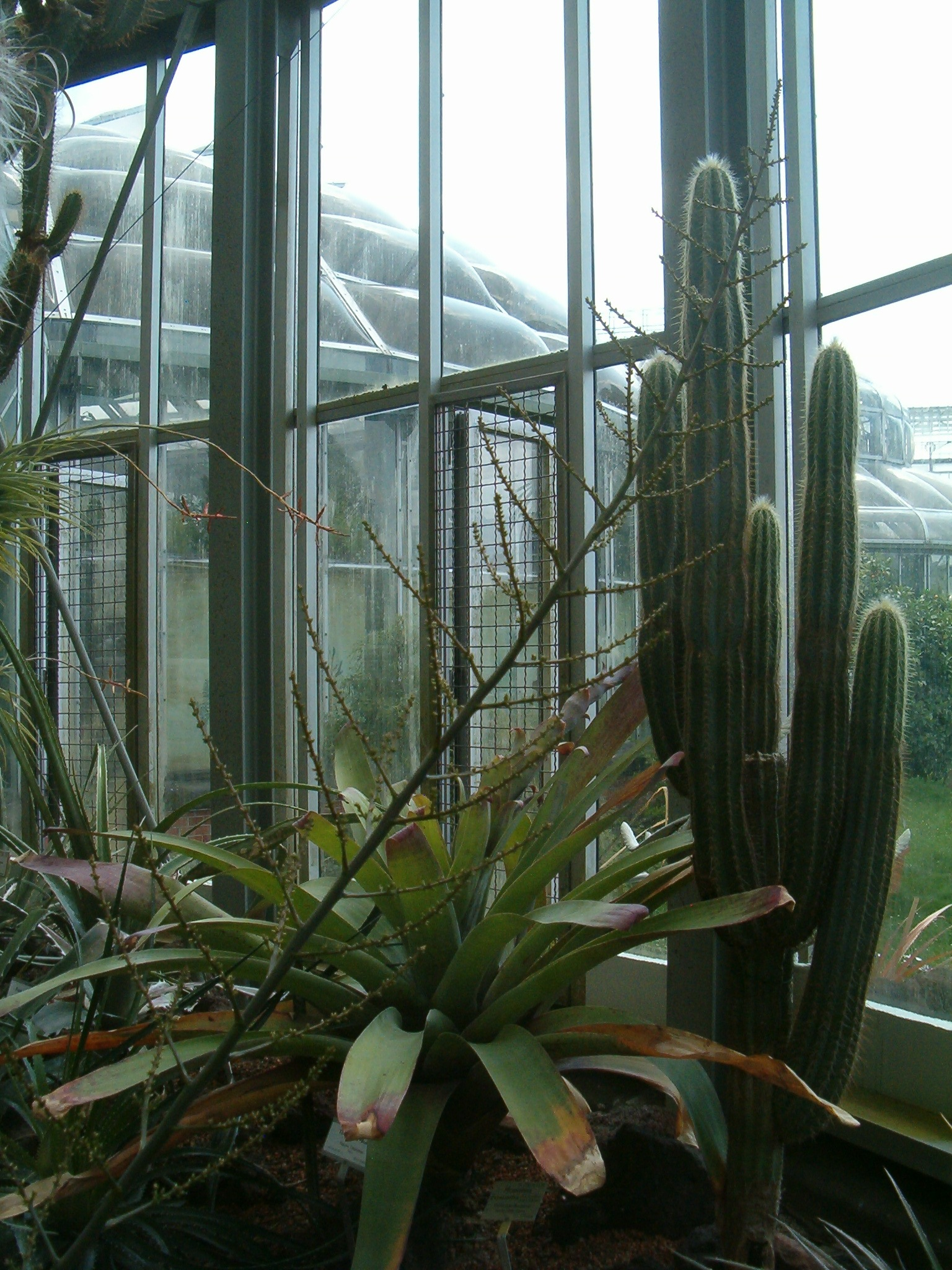